# Попеи
Попеите (gens Poppaea) са богата фамилия от Помпей в Древен Рим.
Известни от тази фамилия:
- Гай Попей Сабин, консул 9 г., управител на Мизия, дядо на Попея Сабина
  - Попея Сабина Старша, († 47 г.), майка на Попея Сабина
    - Попея Сабина, римска императрица и втора съпруга на император Нерон

- Квинт Попей Секундус, консул 9 г., създава Lex Papia Poppaea